# Dasybasis
Dasybasis är ett släkte av tvåvingar. Dasybasis ingår i familjen bromsar.

## Dottertaxa tillDasybasis, i alfabetisk ordning[1]
- Dasybasis acutipalpis
- Dasybasis adornata
- Dasybasis albohirta
- Dasybasis albohirtipes
- Dasybasis albosignata
- Dasybasis albotibialis
- Dasybasis alticola
- Dasybasis andicola
- Dasybasis angusticallus
- Dasybasis anomala
- Dasybasis antilope
- Dasybasis appendiculata
- Dasybasis aquila
- Dasybasis arauca
- Dasybasis argentina
- Dasybasis arica
- Dasybasis banksiensis
- Dasybasis barbata
- Dasybasis bejaranoi
- Dasybasis belenensis
- Dasybasis boliviame
- Dasybasis bonariensis
- Dasybasis bratrankii
- Dasybasis brethesi
- Dasybasis bruchii
- Dasybasis bulbiscapens
- Dasybasis bulbula
- Dasybasis burgeri
- Dasybasis caesia
- Dasybasis calchaqui
- Dasybasis canipilis
- Dasybasis caprii
- Dasybasis chazeaui
- Dasybasis chilensis
- Dasybasis chillan
- Dasybasis chubutensis
- Dasybasis circumdata
- Dasybasis cirra
- Dasybasis cirrus
- Dasybasis clavicallosa
- Dasybasis colla
- Dasybasis columbiana
- Dasybasis constans
- Dasybasis coquimbo
- Dasybasis cortesi
- Dasybasis cretacea
- Dasybasis cumelafquen
- Dasybasis danielae
- Dasybasis delpontei
- Dasybasis diaguita
- Dasybasis diemanensis
- Dasybasis difficilis
- Dasybasis dixoni
- Dasybasis dominus
- Dasybasis dubiosa
- Dasybasis edentula
- Dasybasis eidsvoldensis
- Dasybasis elquiensis
- Dasybasis erebus
- Dasybasis erynnis
- Dasybasis evenhuisi
- Dasybasis excelsior
- Dasybasis exulans
- Dasybasis fairchildi
- Dasybasis fontanensis
- Dasybasis fornesi
- Dasybasis foroma
- Dasybasis frequens
- Dasybasis froggatti
- Dasybasis fumifrons
- Dasybasis fuscus
- Dasybasis gagtina
- Dasybasis gemella
- Dasybasis geminata
- Dasybasis gentilis
- Dasybasis germanica
- Dasybasis gracilipalpis
- Dasybasis gregaria
- Dasybasis grenieri
- Dasybasis griseoannulata
- Dasybasis hebes
- Dasybasis hepperi
- Dasybasis hirsuta
- Dasybasis hobartiensis
- Dasybasis imperfecta
- Dasybasis inata
- Dasybasis indefinita
- Dasybasis innotata
- Dasybasis kewensis
- Dasybasis kroeberi
- Dasybasis kuniae
- Dasybasis lanei
- Dasybasis lauta
- Dasybasis limbativena
- Dasybasis loewi
- Dasybasis lydiae
- Dasybasis macrophthalma
- Dasybasis maletecta
- Dasybasis mapuche
- Dasybasis mellicallosa
- Dasybasis mendozana
- Dasybasis meridiana
- Dasybasis microdonta
- Dasybasis milsoni
- Dasybasis minor
- Dasybasis missionum
- Dasybasis montium
- Dasybasis moretonensis
- Dasybasis nemopunctata
- Dasybasis nemotuberculata
- Dasybasis neobasalis
- Dasybasis neocirrus
- Dasybasis neogermanica
- Dasybasis neogrisescens
- Dasybasis neolatifrons
- Dasybasis neopalpalis
- Dasybasis nigra
- Dasybasis nigrifemur
- Dasybasis nigrifrons
- Dasybasis nigrihumera
- Dasybasis nigripennis
- Dasybasis nigripes
- Dasybasis ochreoflava
- Dasybasis oculata
- Dasybasis opaca
- Dasybasis opla
- Dasybasis ornatissima
- Dasybasis padix
- Dasybasis pallipes
- Dasybasis parva
- Dasybasis paulseni
- Dasybasis pechumani
- Dasybasis penai
- Dasybasis perdignata
- Dasybasis pereirai
- Dasybasis philippii
- Dasybasis pilifer
- Dasybasis ponandouensis
- Dasybasis postica
- Dasybasis postponens
- Dasybasis pruinivitta
- Dasybasis pseudocallosa
- Dasybasis punensis
- Dasybasis rageaui
- Dasybasis rainbowi
- Dasybasis regisgeorgii
- Dasybasis rubicallosa
- Dasybasis rufifrons
- Dasybasis sarpa
- Dasybasis schajovskoyi
- Dasybasis schineri
- Dasybasis schnusei
- Dasybasis scutulata
- Dasybasis senilis
- Dasybasis sepiapes
- Dasybasis setipalpis
- Dasybasis shannoni
- Dasybasis spadix
- Dasybasis spatiosa
- Dasybasis standfasti
- Dasybasis subtrita
- Dasybasis tasmaniensis
- Dasybasis testaceomaculata
- Dasybasis thereviformis
- Dasybasis tillierorum
- Dasybasis transversa
- Dasybasis trigonophora
- Dasybasis trilinealis
- Dasybasis tritus
- Dasybasis truncata
- Dasybasis tryphera
- Dasybasis vasta
- Dasybasis verai
- Dasybasis vespiformis
- Dasybasis vetusta
- Dasybasis viridis